# Sellmeier-Gleichung
Die Sellmeier-Gleichung ist in der Optik eine empirisch ermittelte, funktionelle Beschreibung der Abhängigkeit des Brechungsindex {\displaystyle n} eines lichtdurchlässigen Mediums von der Wellenlänge {\displaystyle \lambda } des Lichts. Die Gleichung wurde nach Wolfgang von Sellmeier benannt, der sie 1871 in Anlehnung an die Cauchy-Gleichung und Kramers-Kronig-Relation veröffentlichte.
Anwendung findet sie vor allem in der technischen Optik zur Beschreibung der Dispersion von optischem Glas und anderen optischen Werkstoffen.

## Mathematische Beschreibung
| Koeffizient | Wert                |
| ----------- | ------------------- |
| B1          | 1,03961212          |
| B2          | 0,231792344         |
| B3          | 1,01046945          |
| C1          | 6,00069867·10−3 μm2 |
| C2          | 2,00179144·10−2 μm2 |
| C3          | 103,560653 μm2      |

Darstellung des Brechungsindex von Borsilikatglas (BK7) gegen die Wellenlänge. Im Diagramm werden die gemessenen Werte und entsprechende parametrische Anpassungen der Cauchy- bzw. Sellmeier-Gleichung miteinander verglichen.

Die Sellmeier-Gleichung kann als Erweiterung der Cauchy-Gleichung aufgefasst werden, sie lautet:
{\displaystyle n^{2}(\lambda )\,=\,1+{\frac {B_{1}\lambda ^{2}}{\lambda ^{2}-C_{1}}}+{\frac {B_{2}\lambda ^{2}}{\lambda ^{2}-C_{2}}}+{\frac {B_{3}\lambda ^{2}}{\lambda ^{2}-C_{3}}}}
mit B1,2,3 und C1,2,3 als experimentell ermittelte Sellmeier-Koeffizienten. Die B1,2,3 sind dimensionslos und die C1,2,3 werden gewöhnlich in μm² angegeben.
Die Genauigkeit im sichtbaren Bereich ist in der Regel besser als {\displaystyle \pm 5\cdot 10^{-6}}.
Der rechte Term der Gleichung kann für eine größere Genauigkeit auch um weitere Summanden erweitert werden:
{\displaystyle n^{2}(\lambda )\,=\,1+\sum _{i=1}^{m}{\frac {B_{i}\lambda ^{2}}{\lambda ^{2}-C_{i}}}}
Setzt man {\displaystyle C_{i}=\lambda _{i}^{2}},
so lassen sich die {\displaystyle \lambda _{i}} als Resonanzwellenlängen von Absorptionslinien oder -banden erklären.